# Masłowice (Postomino)
Masłowice (deutsch Masselwitz) ist ein Dorf in der Woiwodschaft Westpommern in Polen. Das Dorf gehört zur Gmina Postomino (Gemeinde Pustamin) im Powiat Sławieński (Schlawer Kreis).

## Geographische Lage
Das Bauerndorf Masłowice liegt im Nordwesten der Woiwodschaft Westpommern, 15 Kilometer nordwestlich der Kreisstadt Sławno und 15 Kilometer östlich von Darłowo (Rügenwalde), auf der Kuppe eines Grundmoränenzuges, der sich von Cisowo (Zizow) bis Postomino und Złakowo (Schlackow) erstreckt. 
Durch den Ort führt die Woiwodschaftsstraße 203, die Koszalin (Köslin) und Darłowo mit Ustka (Stolpmünde) verbindet. Bis 1945 war die nächste Bahnstation Pustamin an der jetzt demontierten Reichsbahnstrecke Schlawe–Stolpmünde. Die nächsten Bahnhöfe heute sind Darłowo oder Sławno an der PKP–Strecke 418 Korzybie (Zollbrück)–Darłowo.
Auf einer Höhenlage von 51 Metern über NN. grenzt Masłowice im Westen an Kanin (Kannin), im Norden an Korlino (Körlin), im Osten an Ronino (Rönneberg) und Chudaczewo (Alt Kuddezow) und im Süden an Stary Kraków (Alt Krakow), das bereits jenseits der Wieprza (Wipper) liegt.

## Ortsname
Die Ortsbezeichnung Masłowice/Masselwitz lautete ursprünglich Dummaslowitz und ist abgeleitet vom Gründernamen Domizlaw. Slawisten leiten den Namen vom polnischen masło = „Butter“, also „Butterdorf“ ab. Die deutsche Bezeichnung Masselwitz findet sich auch in anderen Ortschaften, ebenso wie die heutige polnische Benennung Masłowice.

## Geschichte
Masselwitz ist eine Gründung des von Rügen stammenden Ritter Domizlaw, der von 1262 bis 1268 als Vasall der Herzöge Barnim I. und Wartislaw III. von Pommern auftrat. Auch der 17 Kilometer südwestlich gelegenen Ort Damshagen (Domasławice) ist eine Gründung dieses – wohl wendischen – Adligen. Er hatte das Gebiet um Masselwitz zum Lehen und gründete dort auch eine Kirche, die er dem Kloster Buckow unterstellte. Nach der Reformation wurde der Ort dem herzöglichen Amt Rügenwalde zuerkannt.
Um 1780 gibt es in Masselwitz: 1 Freischulze, 8 Bauern, 1 Landkossät, 1 Straßenkossäz, 1 Unterförster und 1 Hirtenwohnung bei insgesamt 18 Feuerstellen. 1818 leben hier 166 Einwohner, deren Zahl sich 1871 auf 210 erhöhte und 1939 bereits 234 betrug.
Bis 1945 war Masselwitz eine Gemeinde im Amt Pennekow (Pieńkowo) im Landkreis Schlawe i. Pom. im Regierungsbezirk Köslin  der preußischen Provinz Pommern. Das zuständige Standesamt war auch in Pennekow, während das Amtsgericht in Rügenwalde war.
Heute ist Masłowice ein Teil der Gmina Postomino im Powiat Sławieński der Woiwodschaft Westpommern.

## Kirche
Die Einwohner von Masselwitz gehörten vor 1945 fast ausnahmslos zur evangelischen Kirche. Das Dorf hatte kein eigenes Gotteshaus. Es war mit dem Ort Neu Kuddezow (heute polnisch: Chudaczewko) in das Kirchspiel Alt Kuddezow (Chudaczewo) eingegliedert, das zum Kirchenkreis Rügenwalde in der Kirchenprovinz Pommern der Kirche der Altpreußischen Union gehörte. Letzter deutscher Geistlicher war Pfarrer Wilhelm Beyer.
Seit 1945 ist die Bevölkerung von Masłowice überwiegend römisch-katholischer Konfession. Kirchdorf ist weiterhin Chudaczewo, das nun jedoch keine selbständige Pfarrei mehr ist, sondern als Filialkirche der Pfarrei Stary Kraków (Alt Krakow) zugeordnet ist. Sie liegt im Dekanat Darłowo im Bistum Köslin-Kolberg der Katholischen Kirche in Polen. Evangelische Kirchenglieder werden heute vom Pfarramt in Koszalin (Köslin) in der Diözese Pommern-Großpolen der Evangelisch-Augsburgischen Kirche in Polen betreut.

## Schule
In Masselwitz bestand bis 1945 eine einklassige Volksschule. Das Schulhaus mit Lehrerwohnung wurde 1935 neu erbaut. Letzter deutscher Lehrer war Ernst Wockenfuß, der zuletzt 28 Kinder unterrichtete.